# Щепной переулок
Щепно́й переулок — один из переулков старой Астрахани в историческом районе Коса. Соединяет улицу Свердлова с Никольской, проходя между ними с севера на юг параллельно ей находится с одной стороны  Адмиралтейская улица и улица Ульяновых с другой стороны.

## История
В 1836 году на месте Агарянского или Щепного ряда астраханского рынка, известного здесь с 1801 года, на котором продавцы из Средней Азии и Персии («агаряне», «гяряне» или «горяне» — прозвище людей с востока) торговали деревянными изделиями и сопутствующими товарами, согласно переписи, «учиненной в Астраханской Полиции Улицам в Городе Астрахани», была зафиксирована Щепная улица. В декабре 1920 года Щепная улица стала Щепным переулком. В переулке сохранились торговые корпуса Агарянского (Щепного) ряда.

## Застройка
- дом 4/11/5 —  памятник архитектуры Щепной (Агарянский) торговый корпус
- дом 1 — доходные дома Павла Догадина и его наследников (1860-е годы) в настоящее время находится БКС банк[2]
- дом Гурболикова и его наследников (1880-е годы, архитекторы Бутков и Шкателов) в настоящее время в здании находится Детская художественная школа №1[2]
- доходный дом Абкарова (1868 год)[2]

Дом Абкарова часто ассоциируют с корпусом щепного ряда, но это доходный дом. Корпус щепного ряда возможно, сохранился в составе дома купцов Плотниковых, надстроенного Плотниковыми в конце XIX века. Здание выходит на проезд, являющийся продолжением переулка и имеет адрес Адмиралтейская улица 43.